# Valle Stura
La valle Stura è una vallata dell'Appennino ligure, appartenente alla città metropolitana di Genova e alla provincia di Alessandria e attraversata dal torrente omonimo, che nasce presso i Piani di Praglia e confluisce nell'Orba all'altezza di Ovada, comprendendo i comuni genovesi di Masone, Campo Ligure, Rossiglione e parte di quelli piemontesi di Ovada e Belforte Monferrato; porzioni più limitate del bacino appartengono poi ai comuni di Bosio (AL), Mele (GE), Ceranesi (GE) e Genova. Il territorio dei comuni genovesi (Masone, Campo Ligure, Rossiglione) forma assieme a quello di Tiglieto (alta valle dell'Orba) e Mele (in gran parte esteso nel bacino del Leira) l'Unione dei comuni delle Valli Stura, Orba e Leira.

## Geografia

### Il territorio
La valle è attraversata in tutta la sua lunghezza dal torrente Stura e il suo territorio è racchiuso a sud dai monti che si affacciano sul versante marittimo, nell'entroterra dell'odierno abitato di Genova Voltri; la parte occidentale confina con i rilievi che circondano il medio e basso corso del torrente Orba, mentre la parte orientale con la val Polcevera e val Piota.
I tre principali centri abitati (Masone, Campo Ligure e Rossiglione) sorgono nel fondovalle dove lo Stura ha creato nei secoli ospitanti piane alluvionali. Il torrente nasce alle pendici del monte Orditano (938 metri sul livello del mare) nella zona denominata Piani di Praglia; la complessa ramificazione del suo bacino idrografico comprende diverse valli laterali, attraversate da torrenti e corsi d'acqua minori.

### Le valli laterali

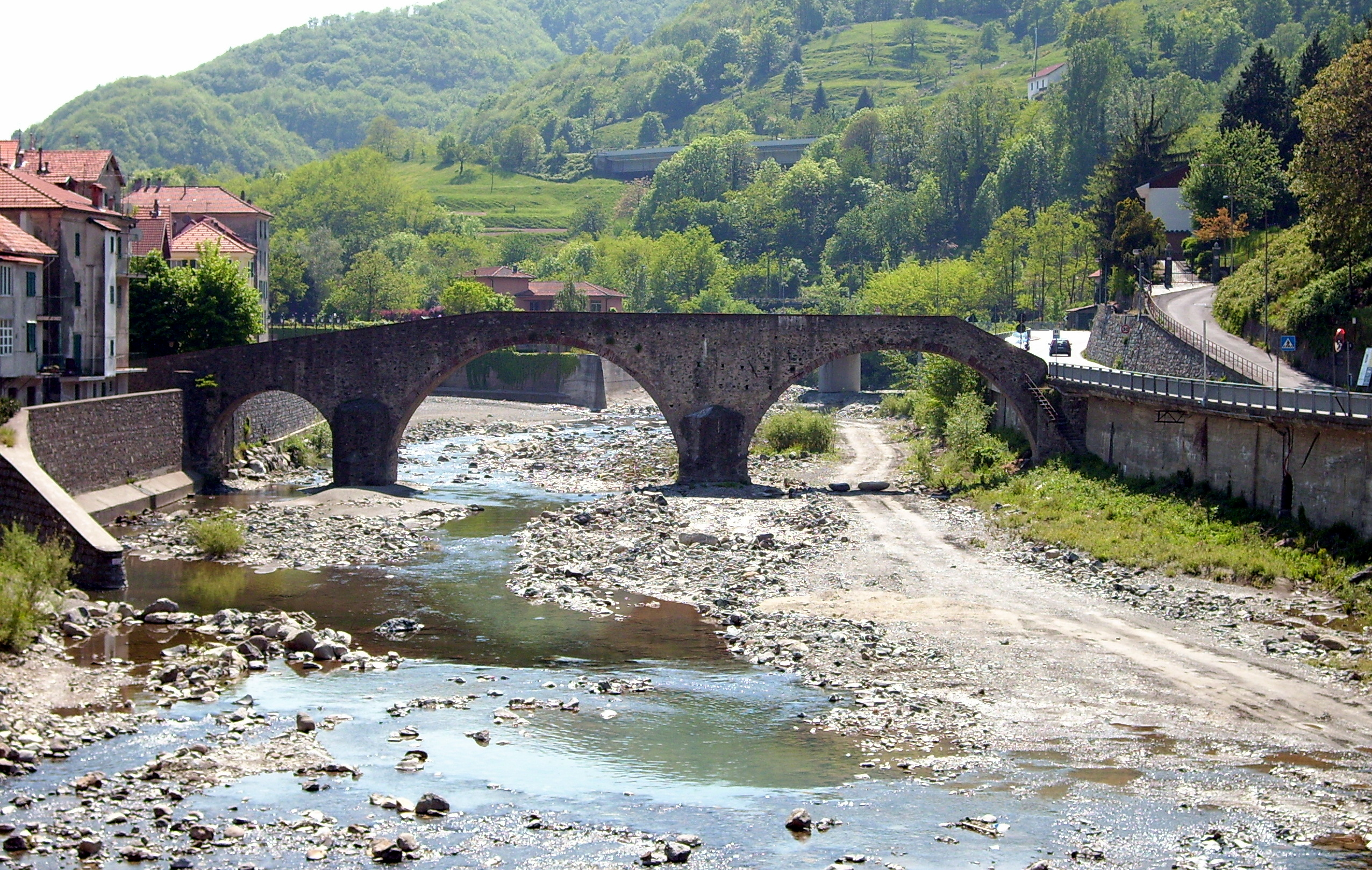
Il ponte medievale di San Michele, sovrastante il torrente Stura, presso Campo Ligure.

Sono quattro le principali valli laterali: la valle del rio Masone, la valle del torrente Ponzema, la valle del rio Angassino e la val Gargassa.
La valle percorsa dal rio Masone è raggiungibile nei pressi della località Mulino, nel territorio comunale di Masone, e di pregio naturalistico sono le cinque cascate dette "del Serpente" dove i naturali laghetti sono circondati da massi di serpentiniti; la piccola valle si chiude verso le pendici del monte Bric del Dente (1.109 metri s.l.m.) all'interno del Parco naturale regionale del Beigua.
Risalente dal centro di Campo Ligure e dalle pendici del monte Pracaban (939 metri) è la valle laterale del torrente Pònzema; dalla valle è raggiungibile il Parco naturale delle Capanne di Marcarolo in provincia di Alessandria. Adiacente si trova la valle del rio Angassino, anch'esso nascente dal monte Pracaban, dove il corso d'acqua percorre il suo percorso scavando anfratti tra le rocce creando piccole cascate e laghetti.
La val Gargassa, inserita nel parco del monte Beigua, racchiude scenari paesaggistici singolari soprattutto per la presenza di rocce - dette "rocce nere di Rossiglione" - dove l'erosione dei corsi d'acqua hanno creato forme naturali particolari quali creste frastagliate, guglie, gole e strapiombi.

## Ambiente

### Flora e fauna
La valle presenta estese zone boschive prevalentemente costituite da castagneti un tempo in gran parte domestici, il castagno fu infatti a lungo coltivato per il legname e per il frutto. Le zone meno acclivi, soprattutto nel settore meridionale del bacino sono invece caratterizzate da boschi di querce (soprattutto roveri e in misura minore, ma significativa, cerri e roverelle), al margine dei querceti, specialmente nelle zone a microclima estivo relativamente caldo e umido, si insediano poi comunità boschive a carpino nero e frassino minore mentre lungo i corsi d'acqua sono ancora presenti (seppure su estensioni ormai molto limitate) boschi ripariali a ontani, carpino e frassino maggiore. Allo stato attuale, dopo gli intensivi disboscamenti, avvenuti soprattutto nel tra il XV e il XVIII secolo, nelle zone più elevate e nelle aree di crinale meridionale, sono presenti pochissime faggete e tutte di limitatissima estensione; il faggio rimane comunque un componente importante dei boschi di latifoglie della vallata, ed è presente non di rado anche a quote medio-basse (350–500 m), spesso associato alla rovere, in particolar modo nelle posizioni meno assolate e nelle esposizioni settentrionali. Assai interessante l'area boschiva attorno al Bric del Dente, dove accanto al faggio, in nuclei quasi puri (o associato al carpino bianco e al frassino maggiore) compaiono anche lembi relitti di foresta mediterraneo-montana a faggio, tasso e agrifoglio. Importanti sono poi le praterie secondarie sviluppatesi sui substrati ofiolitiche caratterizzate da una flora tipica, fortemente selezionata dalla natura chimico-fisica del terreno. 
Su una superficie di circa seimila metri quadri nel giardino botanico di Pratorondanino, collocato nella parte più a monte della valle, è presente una flora tipicamente montana proveniente da diversi ambienti e per le quali è stato necessario creare habitat rocciosi specifici. Tra le piante rare coltivate nel giardino si possono ricordare Eryngium alpinum, Lilium pomponium e Wulfenia carinthiaca; tra quelle tipiche della flora ligure vi sono  Viola bertolonii, Viola calcarata subsp. cavillieri e Cerastium utriense (o Peverina di Voltri).
Tra le specie animali la vallata ospita uccelli rapaci come il gheppio, l'aquila reale, la poiana e il biancone, e sono molto diffusi due specie di picchi: il picchio rosso maggiore e il picchio verde; tra i roditori è diffuso il ghiro. Tra gli anfibi è segnalata la presenza del tritone alpestre, del rospo e di alcune specie di rane quali la Rana temporaria.

## Storia

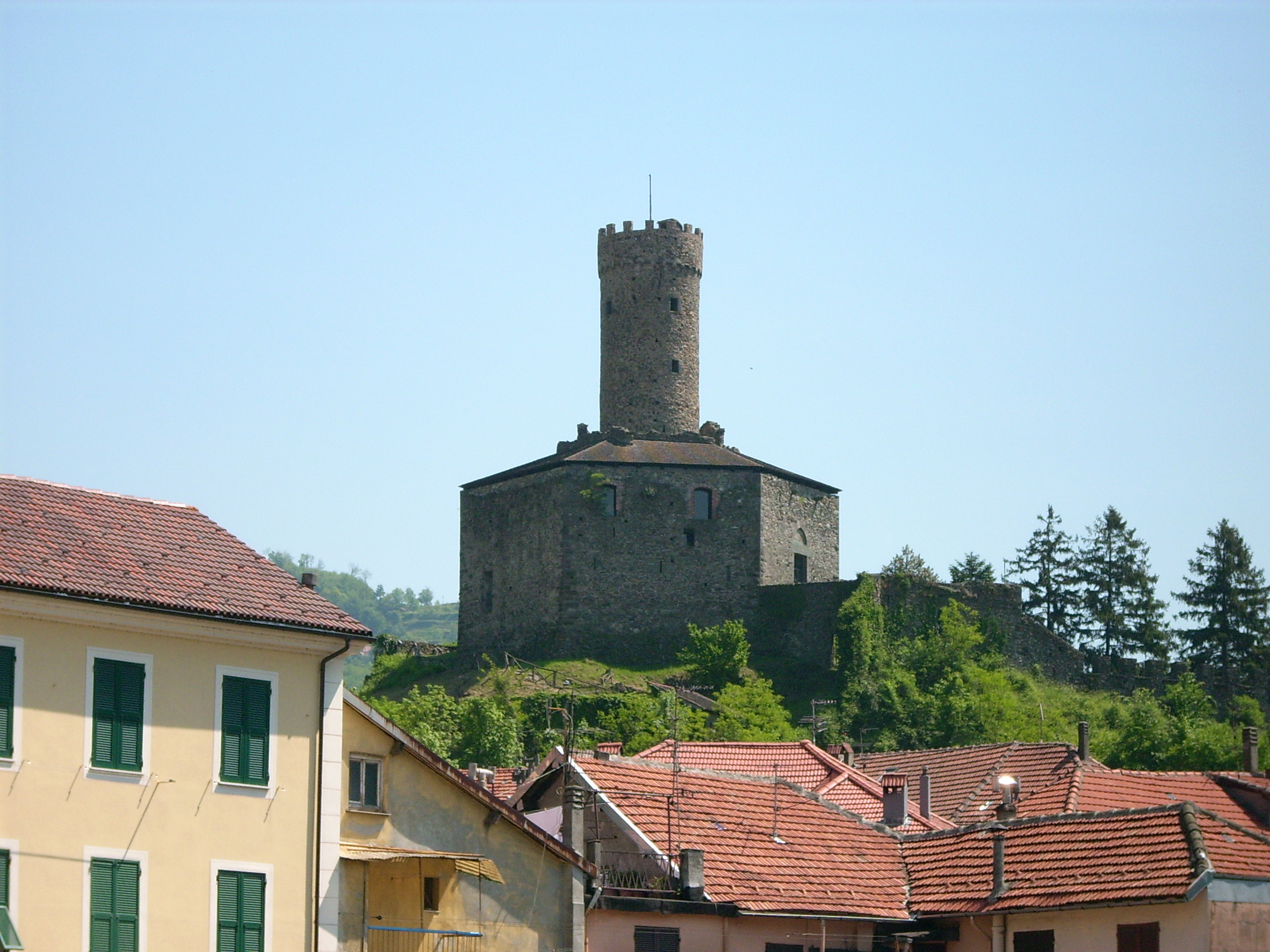
Il castello di Campo Ligure

### Età preistorica e romana
I primi insediamenti umani nella valle si costituirono in una determinata area denominata "Le Ciazze". Qui alcuni ritrovamenti archeologici nel villaggio protostorico, effettuati tra il 1940 e il 1941, hanno permesso il ritrovamento di un corredo in ceramica datato dagli storici tra il 380 e il 330 a.C.; oggi i reperti sono in parte esposti nel civico Museo del Ferro "Andrea Tubino" di Masone.
Così come altre aree della Liguria fu anche la valle Stura interessata dalla presenza dell'Impero romano, in particolare la zona di Campo Ligure dove durante i lavori di costruzione della linea ferroviaria Genova – Acqui Terme riaffiorarono ritrovamenti archeologici come vasi ed utensili di origine romana, tuttora conservati al museo archeologico di Roma. Nel III secolo le legioni romane edificarono proprio a Campo Ligure un accampamento, da cui deriverebbe il toponimo Campo, sotto la guida dell'imperatore Aureliano come presidio sull'Appennino Ligure contro le prime invasioni dei popoli germanici.

### Terra di confine e prime signorie
La valle fu in seguito devastata dai Barbari e molto probabilmente essa fu zona di frontiera tra il territorio occupato dai Longobardi da quello dei Bizantini. Nel 967, a seguito della donazione delle terre ad Aleramo del Monferrato da parte dell'imperatore Ottone I di Sassonia, si ritrovò pertanto soggetta a due distinte signorie: la riva sinistra dello Stura - considerato muro di confine naturale - fu annessa alla contea Aleramica, mentre la riva destra soggetta alla contea degli Obertenghi.
Divisa la Marca Aleramica in sette marchesati, la valle Stura fu assegnata ai marchesi Malaspina i quali contribuirono alla nascita dei primi insediamenti urbani di Masone e Rossiglione, nominati rispettivamente in antichi documenti del 1183 e del 1186.

### Il dominio genovese

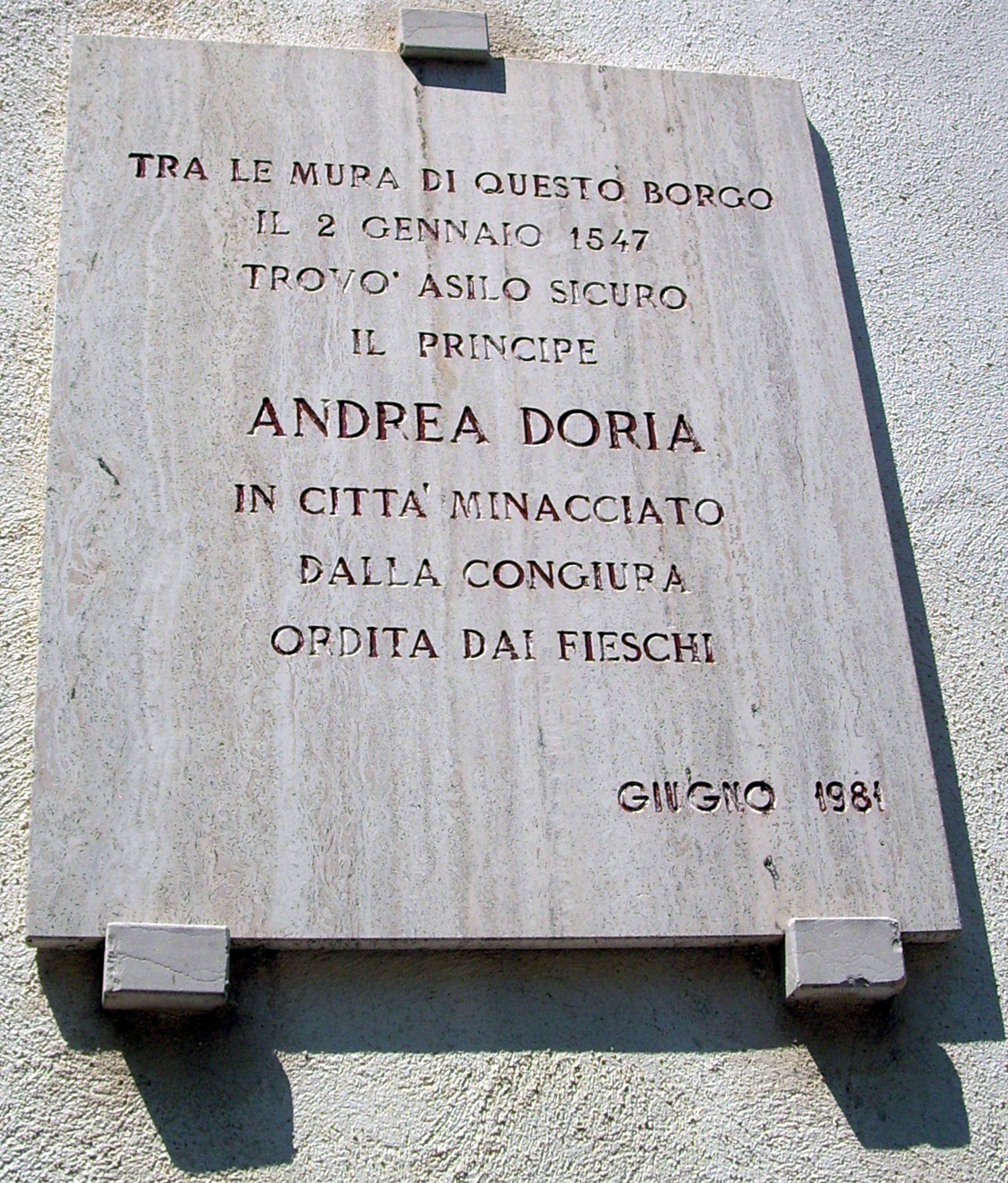
Targa in memoria di Andrea Doria dove trovò rifugio nel castello di Masone, distrutto nel 1747 dagli austriaci.

Complice la notevole vicinanza con il Basso Piemonte e soprattutto la costruzione delle prime vie di comunicazione tra la costa ligure e la Pianura Padana aumentarono nei primi decenni del XIV secolo l'interessamento economico-politico della Repubblica di Genova e delle sue nobili famiglie. Nel 1329 Campo Ligure divenne feudo degli Spinola, Masone dapprima ai Malaspina poi agli Spinola e ancora ai Pallavicino, Rossiglione controllata dai marchesi Del Bosco e in seguito dagli Asinari di Asti.
Se geograficamente la repubblica genovese consolidò facilmente i suoi domini nella valle Stura, diversamente avvenne sul piano politico dove incontrò più volte difficoltà ad assecondare le popolazioni locali. Dei tre principali feudi solo Masone accettò positivamente la dominazione genovese e fu proprio dove il celebre ammiraglio Andrea Doria trovò rifugio nel castello locale a seguito della congiura dei Fieschi del 1547. La fedeltà di Rossiglione, appartenente originariamente al Marchesato del Monferrato, fu in buona parte divisa soprattutto per le due distinte autonomie che godevano i due borghi di Rossiglione Inferiore (maggiormente legato al senato genovese) e Superiore.
Caso quasi a parte fu il feudo di Campo Ligure, dominata dagli Spinola, dove si accentuò e accrebbe la fedeltà verso l'impero austriaco e Vienna in particolare. Proprio la sudditanza austriaca del borgo causarono ampi contrasti con il vicino feudo di Masone, per motivi di confine, che portarono allo scontro armato agli inizi del XVI secolo. Solo una parte di Campo Ligure, nel 1635, riuscì ad essere dominata dalla Repubblica di Genova ma l'incongruenza con Genova si fece sentire anche nei secoli successivi.

### Gli austriaci, Napoleone e il Regno d'Italia
Durante la guerra di successione austriaca tra il 1746 e il 1747 la valle risentì molto i forti contrasti tra il dominio genovese e l'esercito austro-piemontese; quest'ultimo, dopo un lungo assedio da parte della popolazione e dei soldati genovesi, riuscì a conquistare i territori dell'Oltregiogo.
Il feudo di Campo Ligure fu l'unico dei tre del comprensorio che mostrò collaborazione e appoggio verso la potenza austriaca, a differenza di Masone e Rossiglione che si schierarono al fianco di Genova nel conflitto subendone però la sconfitta e la dominazione asburgica piemontese. Fu in quel frangente storico che Masone subì la demolizione dell'antico castello nel 1746 dopo un assedio durato cinque mesi.
Con l'avvento di Napoleone Bonaparte nel 1797, durante la celebre Campagna d'Italia e dove nuovamente la valle fu interessata dallo scontro tra l'esercito austriaco e francese, tutti i Feudi Imperiali furono soppressi e si giunse alla caduta del dominio genovese. I territori dell'ex repubblica furono inseriti nella neo costituita Repubblica Ligure del Primo Impero francese e alla sconfitta di Napoleone il Congresso di Vienna dichiarò l'annessione della Liguria nel Regno di Sardegna (1815). La popolazione di Campo Ligure, unico caso, fece istanza per l'annessione all'Impero austriaco che per ovvie ragioni politiche-territoriali non fu accolta.

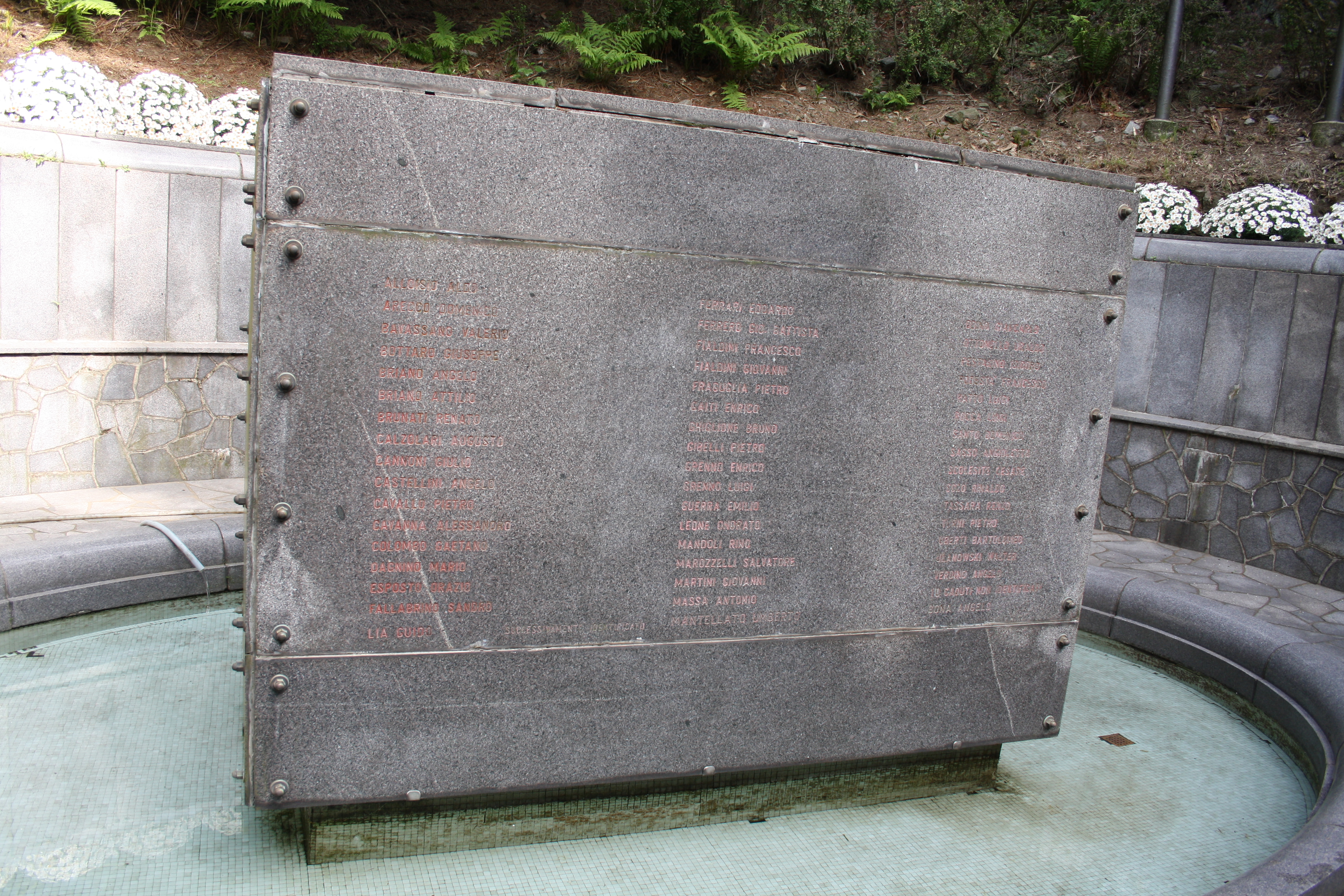
Il cippo commemorativo del sacrario dei Martiri del Turchino.

La valle rientrò quindi nel 1861 nei territori del costituito Regno d'Italia seguendone le sorti. Con l'apertura nel 1872 della strada del passo del Turchino (l'odierna Strada statale 456 del Turchino) e della ferrovia per Ovada nel 1894, l'economia della valle subì un forte incremento dei commerci e lo sviluppo urbanistico dei principali centri del fondovalle.

### Il secondo conflitto bellico
Così come altrettante zone d'Italia e della Liguria anche la valle Stura fu pienamente coinvolta nelle fasi finali della seconda guerra mondiale. Tra i borghi duramente bombardati dagli Alleati vi fu Rossiglione, mentre si registrarono in tutta la valle le rappresaglie dei soldati nazisti e fascisti contro la popolazione e contro i numerosi partigiani attivi nella Guerra di liberazione.
Uno degli eventi più cruenti che caratterizzarono la fine del secondo conflitto fu l'eccidio o strage del Turchino avvenuta alle prime ore del mattino del 19 maggio 1944; nella vendetta nazi-fascista contro l'attentato al cinema Odeon di Genova - dove un gappista provocò la morte di quattro marinai tedeschi e il ferimento di altre sedici persone - trovarono la morte per fucilazione 59 civili. Nel luogo della strage, lungo la Strada Provinciale SP73 del passo del Faiallo, è stato costruito un monumento commemorativo conosciuto come "Sacrario dei Martiri del Turchino".
Rossiglione è oggi tra le Città decorate al Valor Militare per la Guerra di Liberazione perché è stato insignito della Croce di Guerra al Valor Militare dal presidente della Repubblica Sandro Pertini per i sacrifici delle sue popolazioni e per la sua attività nella lotta partigiana durante la seconda guerra mondiale.

## Economia

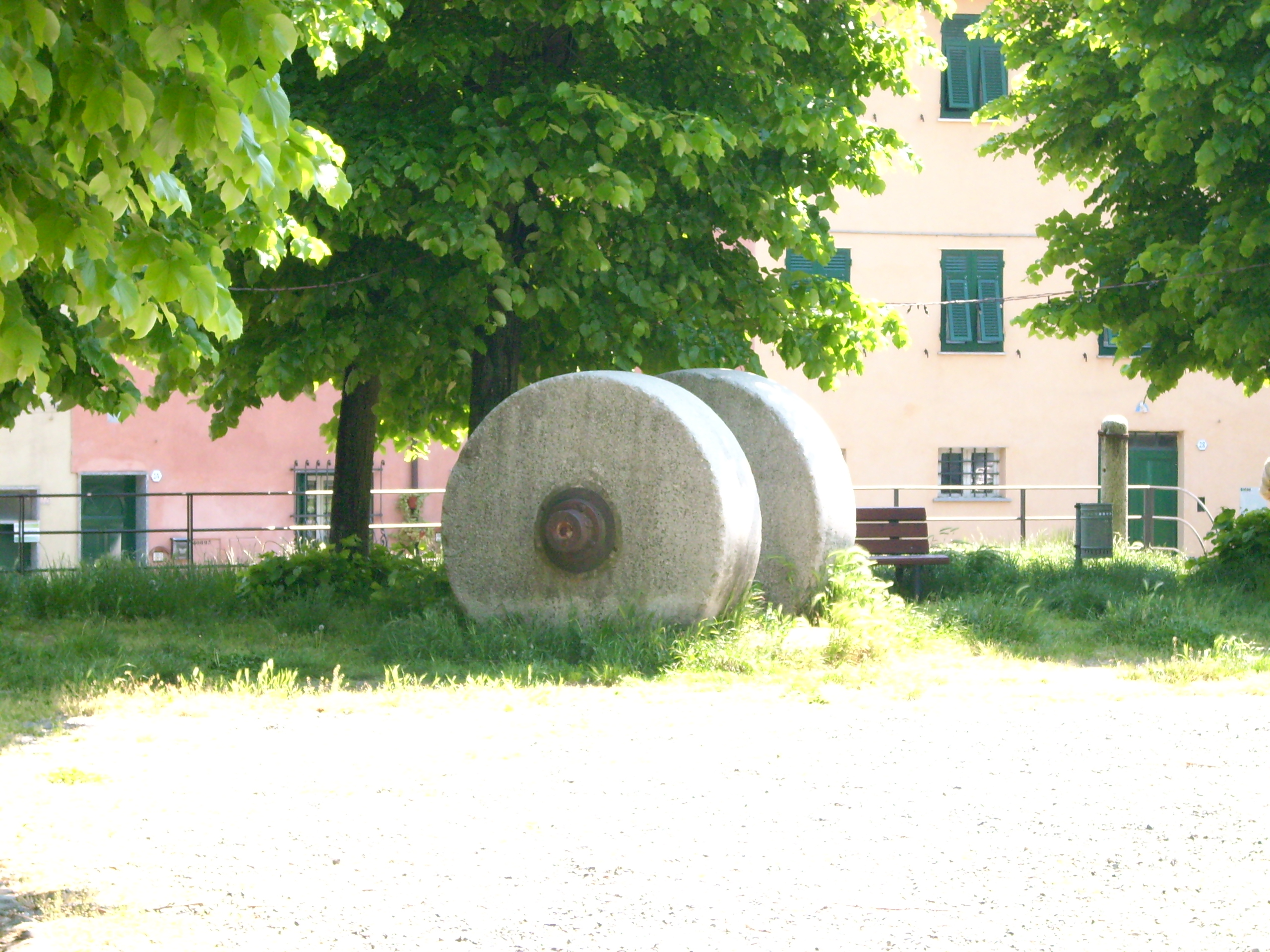
Antiche macine presso Masone.

La numerosa presenza di corsi d'acqua favorirono lo sviluppo tra il XV e il XIX secolo di ferriere e fucine in quasi tutti i centri della valle; il più importante centro commerciale e di scambio dei prodotti fu Campo Ligure, grazie alle sue franchigie. Il ferro veniva estratto dalle miniere dell'isola d'Elba e in seguito trasferito via nave al porto di Voltri, sbocco naturale verso il mare della valle Stura. Il minerale, una volta portato nella valle, veniva lavorato e trasformato soprattutto in chiodi utilizzati poi nei cantieri navali per la costruzione delle imbarcazioni.
Verso l'Ottocento, causato soprattutto dalla forte concorrenza dell'Inghilterra, le industrie del ferro subirono un forte declino e la principale attività economica della valle si concentrò allora nella produzione della seta e del cotone; nelle filande e nei cotonifici l'abbondanza della manodopera femminile consentì un alto sviluppo che perdurò fino agli anni cinquanta del XX secolo.
Da tale periodo, complice il boom economico post bellico e grazie al risanamento delle principali vie di comunicazione stradali e ferroviarie, la quasi totale produzione si trasferì nella zona di Genova dando al via ad un forte pendolarismo degli abitanti della valle nel capoluogo ligure e in forma minore nel basso Piemonte.
Ancora oggi sono attive nel territorio di Campo Ligure aziende atte nella lavorazione della filigrana, alla quale è dedicata in loco un museo civico, e altre piccole e medie industrie operanti nel campo edilizio e nella carpenteria metallica.
Nei secoli passati usuale era anche l'attività agricola con la coltivazione degli ortaggi e la diffusa raccolta delle castagne. Oggi fiorente è la raccolta del latte bovino e caprino, grazie anche alla costituzione di uno specifico consorzio - il "Consorzio Cooperativo Valle Stura" - che raccoglie ogni giorno circa quaranta quintali di latte dalla valle, e alla conseguente produzione di formaggi e altri prodotti caseari derivati dal latte. I campi in cui crescono mais e fieno, di cui si nutrono le mucche per la produzione del latte, sono irrigati da sorgenti d'acqua di particolare purezza. In questo modo il latte prodotto è di alta qualità.

## Infrastrutture e trasporti

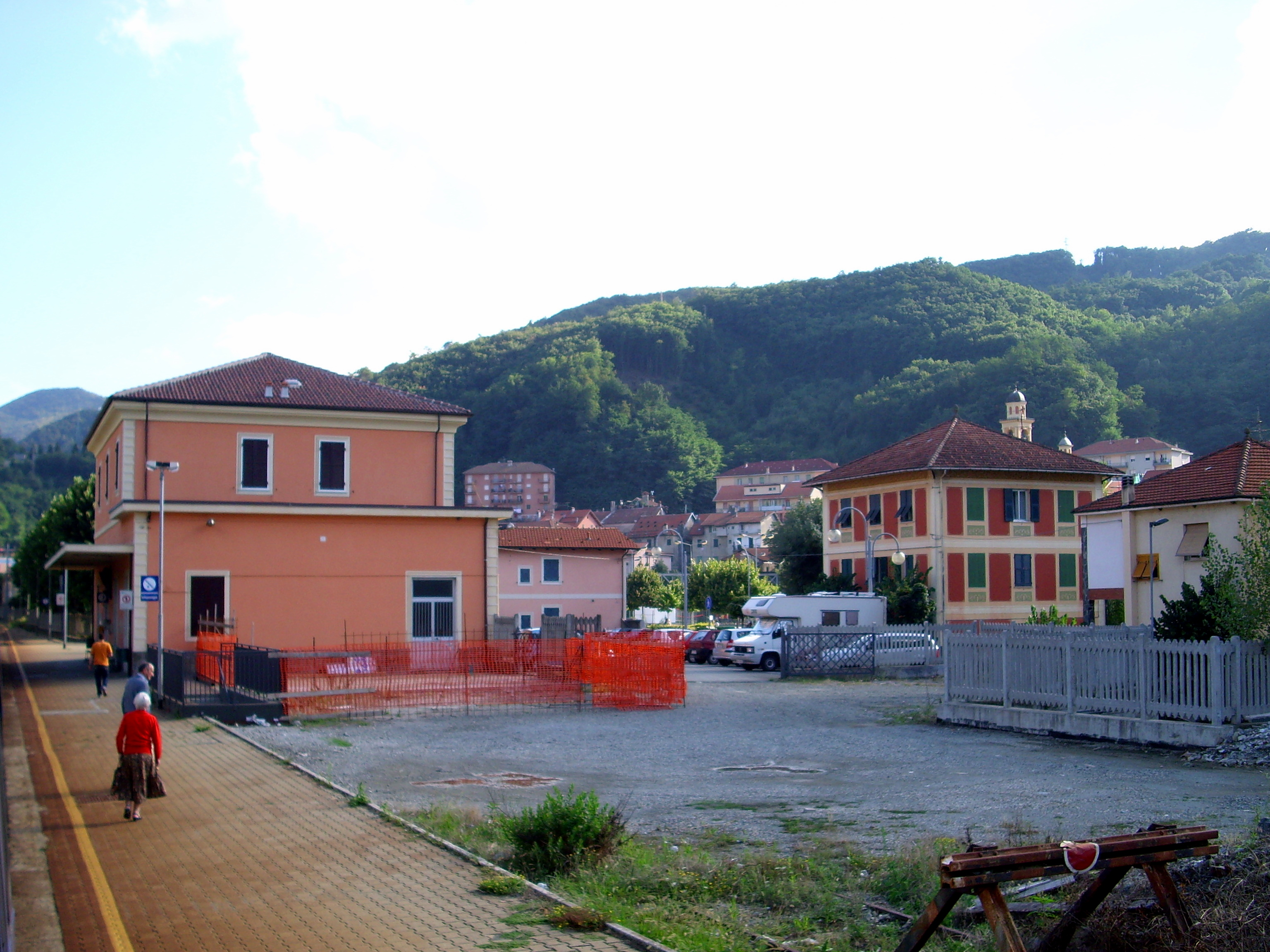
La stazione ferroviaria di Rossiglione.

### Strade ed autostrade
La principale arteria viaria della valle è la strada statale 456 del Turchino la quale permette il collegamento extraurbano tra le tre province di Asti, Alessandria e Genova unendo l'entroterra alla costa ligure. Il suo percorso, costeggiante per alcuni chilometri la vicina Autostrada A26, attraversa da nord verso sud i tre comuni di Rossiglione, Campo Ligure e Masone superando il passo del Turchino e giungendo infine verso l'abitato genovese di Voltri.
Dei tre centri principali solo Masone è dotato di una uscita autostradale della A26, conosciuta con la denominazione di Autostrada dei Trafori, poiché congiunge Genova e le sue infrastrutture con alcuni dei principali trafori transalpini, quali il traforo del Monte Bianco,  quello del Gran San Bernardo,  nonché,  sia pure con minore rilevanza,  quello ferroviario con trasporto auto del Sempione.

### Linee ferroviarie
La valle è raggiunta e percorsa dalla secondaria linea ferroviaria Asti-Genova, costruita sul finire del XIX secolo dalla Società per le Strade Ferrate del Mediterraneo e gestita a partire dal 1905 dalle Ferrovie dello Stato. Rossiglione è dotata di una propria stazione ferroviaria, mentre Masone e Campo Ligure condividono assieme un'unica fermata.

### Trasporto locale pubblico
I collegamenti del locale trasporto pubblico sono gestiti da AMT (Genova) che con corse quotidiane in diverse fasce orarie permettono il collegamento extraurbano tra la valle e il capoluogo Genova.

### Televisioni locali
Un territorio sostanzialmente piccolo come la Valle Stura ha la particolarità di avere ben due televisioni locali che trasmettono da molti anni: Telemasone e Teleturchino fondate negli anni '80 nel Comune di Masone.

## Gastronomia
La vicinanza con il Piemonte ha fatto sì che la cucina tipica della valle assorbisse influenze sia della cucina ligure classica sia con i piatti e ricette piemontesi specie nell'uso dei funghi e della cacciagione.
Tipiche della valle Stura sono le "focaccine revzora" - inserite recentemente nell'Atlante regionale dei Prodotti Tradizionali della Regione Liguria - preparate nella zona di Campo Ligure unendo ingredienti quali la farina di mais, olio, acqua e sale ottenendo così un impasto tipicamente dorato; la cottura di tali focacce viene unicamente effettuata mediante l'ausilio del classico forno a legna.
Nei piatti dolci o di dessert sono tipici i canestrelli di Masone e gli amaretti di Rossiglione.
Tipici di tutta la valle sono i prodotti caseari ed in particolare la crescenza che viene poi impiegata nella famosa focaccia di Recco.
Non a caso questa valle è anche chiamata la valle del latte perché la presenza di allevamenti di bovini è assai diffusa.
Prodotto tipico di questa zona è anche il miele nelle sue varianti di acacia, di castagno e millefiori.

## Galleria d'immagini

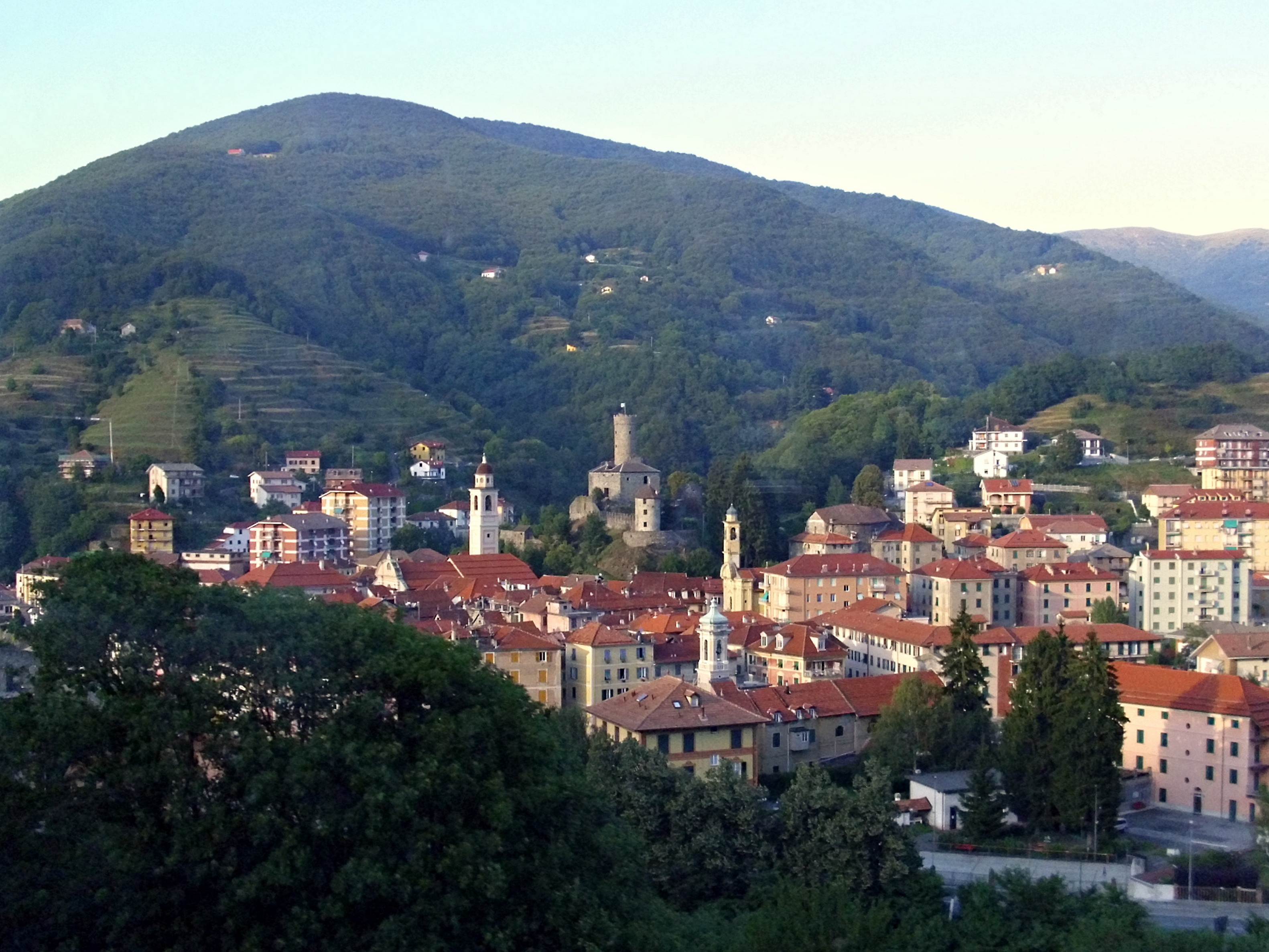
Campo Ligure
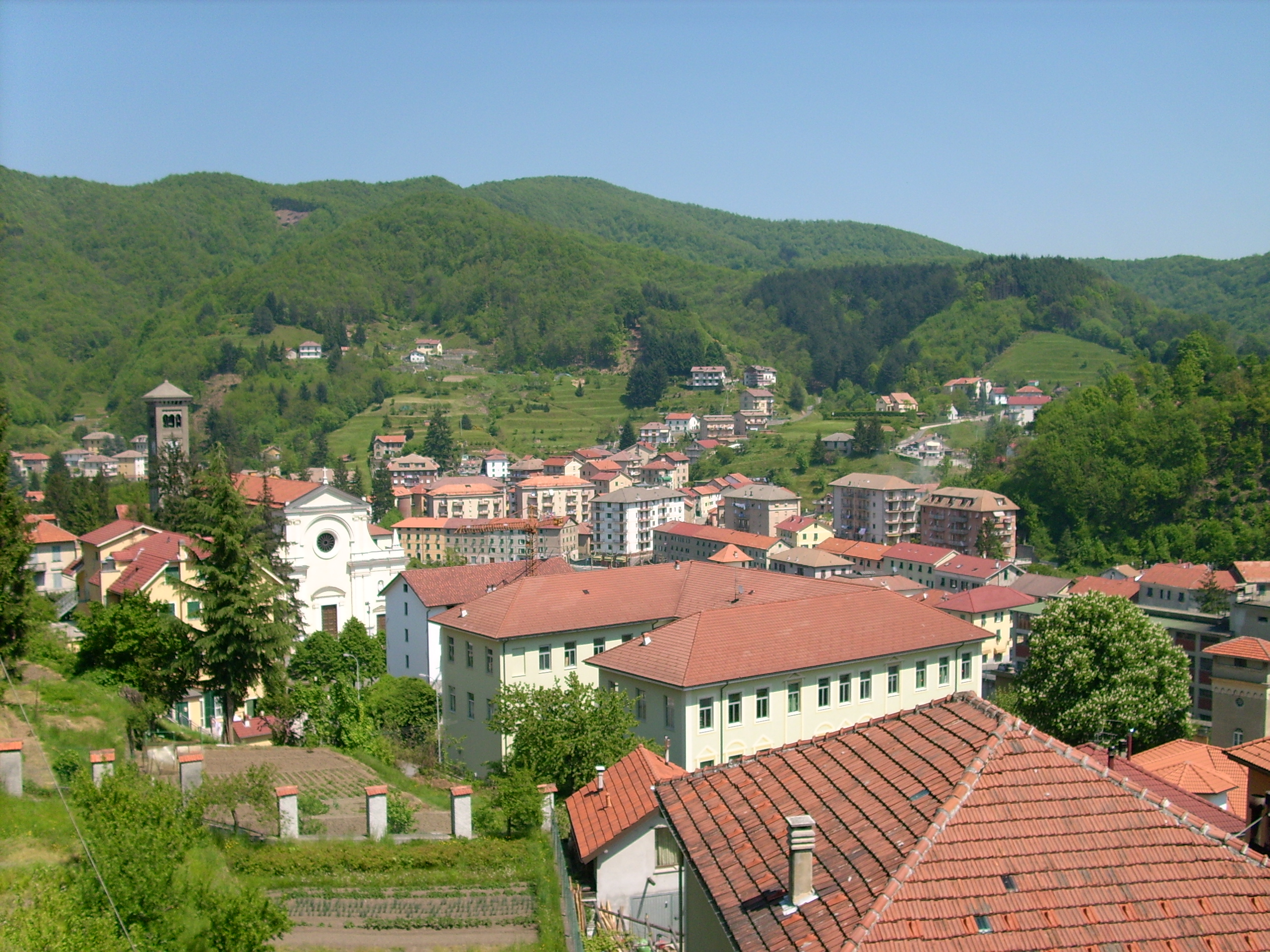
Masone
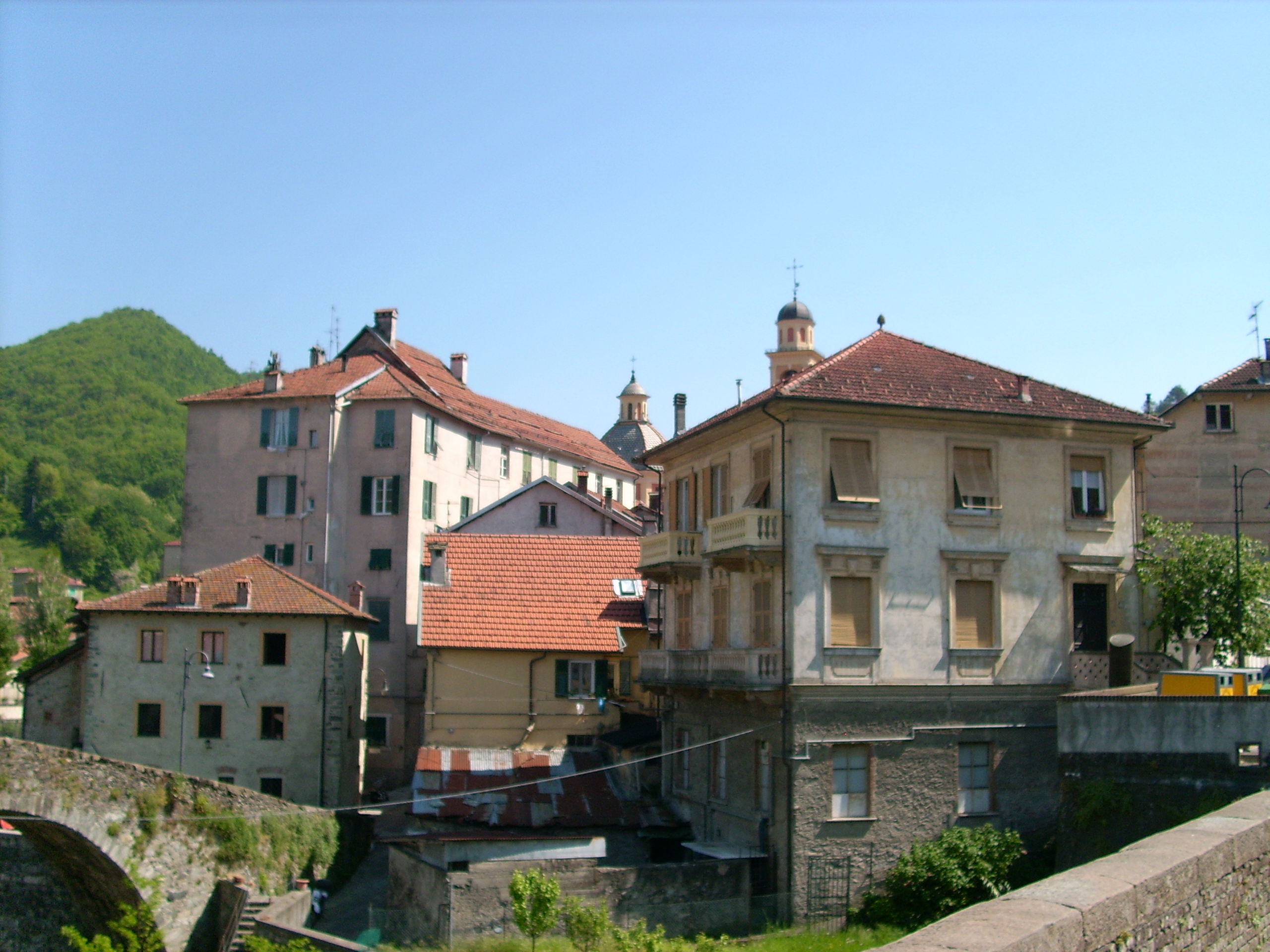
Rossiglione Inferiore